# Numb (gruppo musicale)
Numb è una band canadese di elettro-industrial che viene da Vancouver. Fu fondata da Don Gordon nel 1986. In seguito al suo singolo Suspended, Gordon si ritirò dal progetto e si trasferì in Vietnam per vivere con sua moglie.

## Members
- Don Gordon – Produttore

### Ex membri
- David Collings – Voce (1994-2000)
- Blair Dobson – Voce (1990-1991)
- David Hall – Tastiere, Programmatore (1986-1991)
- Conan Hunter – Voce (1991-1993)
- Sean Stubbs (Sean St.Hubbs) – Voce, Percussioni (1986-1988)

## Discografia

### Full length albums and EPs
- Numb (1988)
- Christmeister (1990)
- Bliss (single) (1991)
- Death on the Installment Plan (1993)
- Wasted Sky (1994)
- Fixate (EP) (1995)
- Koro (Live in Japan) (1996)
- Blood Meridian (album) (1997)
- Blind (single) (1997)
- Language of Silence (1999)
- Suspended (single) (2000)

### Compilation appearances
- "Mr. Rogers' Neighborhood" on TV Terror: Felching a Dead Horse (1997)
- "Desire (Protean)" on The O-Files Vol. 3 Off Beat (1998)
- "Desire (Prelude and Nocturne)" on The O-Files Vol. 3 Off Beat (1998)
- "Blind (Mentallo Mix)" on The O-Files Vol. 3 Off Beat (1998)
- "Blood (Crash & Bleed Edit)" on Electropolis, Vol. 1 (1998)
- "Static" on Electropolis, Vol. 2 (2000)

## Side projects
- Halo-Gen (Pendragon Records)